# 렐란토스 전쟁
렐란토스 전쟁(Lelantine War)은 에비아섬 지역의 두 고대 그리스 도시 국가 할키스와 에레트리아 사이의 군사적 충돌이다. 초기 고대 시대에서 기원전 710년과 650년 경에 발발했다. 전통에 따르면 전쟁의 원인은 에비아섬의 비옥한 렐란토스 평야를 위한 투쟁이었다. 두 폴리스의 경제적 중요성으로 인해 갈등은 상당히 확산되었고, 더 많은 도시 국가들이 양쪽에 합류하여 그리스 대부분이 전쟁을 벌이게 되었다. 역사가 투키디데스는 렐란토스 전쟁을 예외적인 것으로 묘사하는데, 이는 신화 속의 트로이 전쟁과 기원전 5세기 초 페르시아 전쟁 사이에 단일 도시가 아닌 동맹 도시가 참여한 그리스의 유일한 전쟁이었다.
고대 작가들은 일반적으로 칼키디아인과 에레트리아인 사이의 전쟁(고대 그리스어: πόλεμος Χαλκιδέων καὶ Ἐρετριῶν pólemos Chalkidéon kaì Eretriōn)을 언급한다.
할키스와 에레트리아 사이의 전쟁은 그리스의 나머지 지역에 속한 대부분의 도시가 한쪽 또는 다른 쪽의 동맹으로 분열된 전쟁이었다. — 투키디데스 (I. 15, 3)
전쟁 기간, 관련 도시, 심지어 렐란토스 전쟁의 역사성까지도 현대 역사가들 사이에서 논쟁의 여지가 남아 있다.